# 1938 في السعودية
تحتوي هذه المقالة على أهم الأحداث التي شهدتها السعودية في 1938، والذي يوافق 28 شوال 1356 - 09 ذو القعدة 1357 هجري إضافة إلى أهم الشخصيات السعودية التي وُلدت أو تُوفيت في هذه السنة.

## السياسة

### الحكم
الملك: عبد العزيز بن عبد الرحمن آل سعود

## أحداث
- اكتشف البترول بكميات تجارية في الجزء الشرقي من المملكة.[1][2]
- الانتهاء من تشييد قصر المربع في مدينة الرياض.
- صدر نظام الاتجار بالأدوية والعقاقير الطبية والمستحضرات والأعشاب.[3]

### يناير
- 14: افتتاح الخط الجوي بين مدينة جدة والمدينة المنورة وركب أول رحلة للخط وزير المالية الشيخ عبدالله السليمان.[4]
- 21: الشيخ محمد بن عيسى أمير البحرين يزور المملكة العربية السعودية.[5]

### فبراير
- 11: الملك عبدالعزيز بن عبدالرحمن آل سعود يتشرف بغسيل الكعبة المشرفة بنفسه.[6]

### أبريل
- 8: الموافقة على منهاج جديد للدراسة الأولية للمدارس الأميرة حيث تم ادخال دراسة الأشياء و تربية الحيوانات والمبادىء الزراعية في السنتين الرابعة والخامسة علاوة على العلوم الأخرى المقرر دراستها وهي: القرآن الكريم. التوحيد، الفقه، التهذيب، التجويد، سير تواريخ الأنبياء، المطالعة، الإنشاء الشفوي، الاملاء، الخط، المحفوظات، الحساب، الصحة، تقويم البلدان، القواعد.[7]
- 15: مجلس الشورى يرفع مقترح عن مشروع صحي يتضمن إبادة الملاريا والبعوض باستخدام الغاز الأسود.[8]
- 22: شرعت إدارة دار الأيتام ببناء دار خيرية لرعاية الأيتام حيث يقع في حي أجياد في مكة المكرمة.[9]
- 22: الدعوة إلى صلاة استسقاء في أنحاء المملكة العربية السعودية .
- 29: المدرسة الرحمانية تفوز بالكأس الفضي الكبير من المهرجان الرياضي حيث تبرع به سمو الأمير عبدالله الفيصل . المسابقة الرياضية انقسمت غلى : سباق خمسين متر , سباق ثلاثة أرجل , سباق براميل , سباق الكراسي , سباق المائتي متر , كرة السلة , شد الحبل.[10]

### مايو
- 6: صدور أمر سامي بتعليمات الرفق بالحيوان.[11]
- 6: بيان من إدارة الصحة العامة والاسعاف للتنويه على أن العلاج والرعاية مجانية ولا يجب على المرضى أو ذويهم منح أي مبالغ مالية لمأموري الصحة .[11]
- 27: وزارة المالية تعلن ابطال الريال العربي القديم.[12]
- 27: مجلس الشورى السعودي ينتقل إلى مدينة الطائف.[12]

### يونيو
- 3: مديرية البرق والبريد العامة تنتقل إلى الطائف خلال فصل الصيف كما جرت العادة.[13]
- 3: تأسيس مراكز لاسلكية جديدة في جهة العقير و الظفير و قبة والوجه و ضبا.[13]
- 24: تأسيس مجلس أعلى للدولة التشكيلات العسكرية بنجد خلال مؤتمر الرياض لعام 1357 هـ.[14]

### سبتمبر
- 9: شركة استندرد كالفورنيا صاحبة امتياز البحث عن الزيت والبترول في الأحساء بدأت تصدير مؤقت من ميناء الخبر ما يقارب 450 طن من الزيت إلى الخارج.[15]
- 9: بعد الكشف عن ريالات عربية مزيفة، نشر بيان توجيهي عبر صحيفة أم القرى لإرشاد أصحاب التجارة والشرطة و تحريصهم على الاحتياط بالتأكد من العملات الصحيحة و الإبلاغ عن المزيفة.[16]
- 30: صدور أمر سامي بالموافقة على نظام أمانة العاصمة وبلديات الملحقيات وسيتم تعميمه على عموم البلديات .[17]
- 30:

### أكتوبر:
- 7: إدارة كهرباء الحرم المكي تصدر بيان عن بدء تنظيف ماكينة روستن الكبيرة والتي تبلغ قوتها 52 حصان أحد ماكينات الإنارة للمسجد الحرام.[18]
- 28: سمو الأمير عبدالله الفيصل يحصل على شهادة الدراسة الابتدائية بعد اجتيازه لاختبار مقدم من لجنة خاصة من مديرية المعارف العامة.[19]

### نوفمبر
- 11: مديرية الأمن العام تعلن عن افتتاح مدرسة للشرطة في العاصمة لتخريج عدد من المفوضين بعد انتهاء مدة التحصيل ويشترط بالقبول من يحمل شهادات ابتدائية من مدارس الأميرية أو الفلاحية أو الأهلية.[20]

### ديسمبر
- 16: صدور نظام الجنسية العربية السعودية رقم 3.[21]
- 23: أمطار غزيرة تعم مناطق المملكة العربية السعودية منها: مدينة الوجه، تبوك، الليث، تربة، المجمعة، الظفير، الرياض، بريدة، عنيزة، الرس، الدوادمي، ضبا، الجوف، الحفر، حائل.[22]
- 30: السعوديون في مدينة جدة. ومكة المكرمة، المدينة المنورة، جيزان يستمرون بجمع التبرعات لصالح الفلسطينيين.[23]

## مواليد
- عبد الرحمن العجلان، عالم دين حنبلي.
- زيد المدخلي، فقيه وعالم دين.

### أكتوبر
- 19: ماجد بن عبد العزيز آل سعود، أول وزير للشؤون البلدية والقروية وأمير منطقة مكة المكرمة الأسبق.

## وفيات
- عبد الله بن جلوي آل سعود، أحد القادة في بداية توحيد السعودية وأول أمير للقصيم ومن ثم الشرقية.